# 韋林格勒

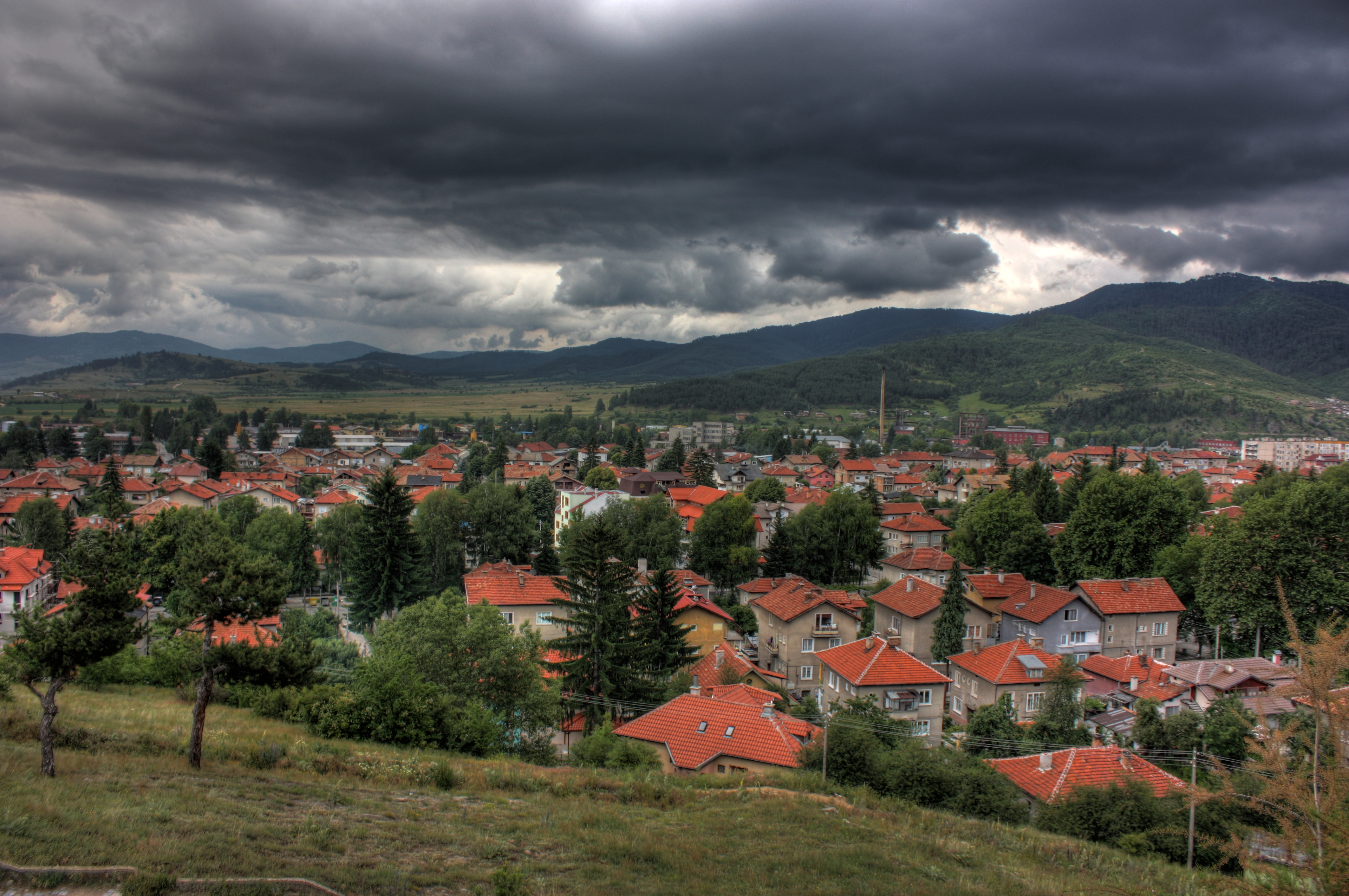
韋林格勒

韋林格勒是保加利亞的城鎮，位於該國西南部，由帕扎爾吉克州負責管轄，海拔高度777米，海拔高度750至850米，受大陸性氣候影響，2009年人口23,686。

## 外部連結
- Virtual Velingrad
- Velingrad Travel Guide （页面存档备份，存于）
- Velingrad Photo Gallery （页面存档备份，存于）

42°01′N 24°00′E / 42.017°N 24.000°E